# Pteropus pohlei
Pteropus pohlei es una especie de murciélago de la familia Pteropodidae.

## Distribución geográfica
Es endémica de Nueva Guinea.